# Мепе

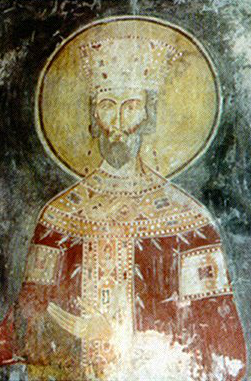
Один із грузинських монархів, мепе Баграт III, цар Грузії

Мепе (груз. მეფე [mɛpʰɛ]) — іменування грузинського монарха — царя або цариці.
Слово походить від грузинського слова «ме-у-пе» (груз. მეუფე, досл. «суверен» і «лорд»). Незважаючи на те, що у мепе є жіночий еквівалент «дедопалі» (груз. დედოფალი — «королева»), його застосовують тільки до дружини царя та не вживають до монарха при владі.
Пізніше, після царя Грузії Давида IV (1089—1125) з династії Багратіоні, офіційний титул грузинських царів став «мепет мепе» («цар царів») — схоже до персидськького шаханшах.